# Armadillidium jonicum
Armadillidium jonicum är en kräftdjursart som beskrevs av Hans Strouhal 1927. Armadillidium jonicum ingår i släktet Armadillidium och familjen klotgråsuggor.

## Underarter
Arten delas in i följande underarter:
- A. j. leucadium
- A. j. epiroticum
- A. j. jonicum